# Наступление на Ковель
Наступление на Ковель — развитие Луцкого прорыва войсками Юго-Западного фронта генерала А. А. Брусилова, предпринятое с 22 июня (5 июля) по 1 (14) июля 1916 года на Ковельском направлении.

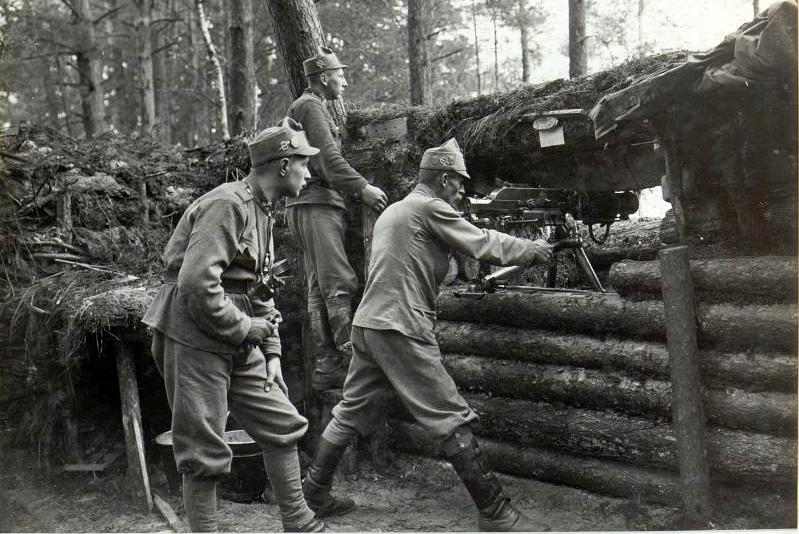
Австрийские пулеметчики на позиции

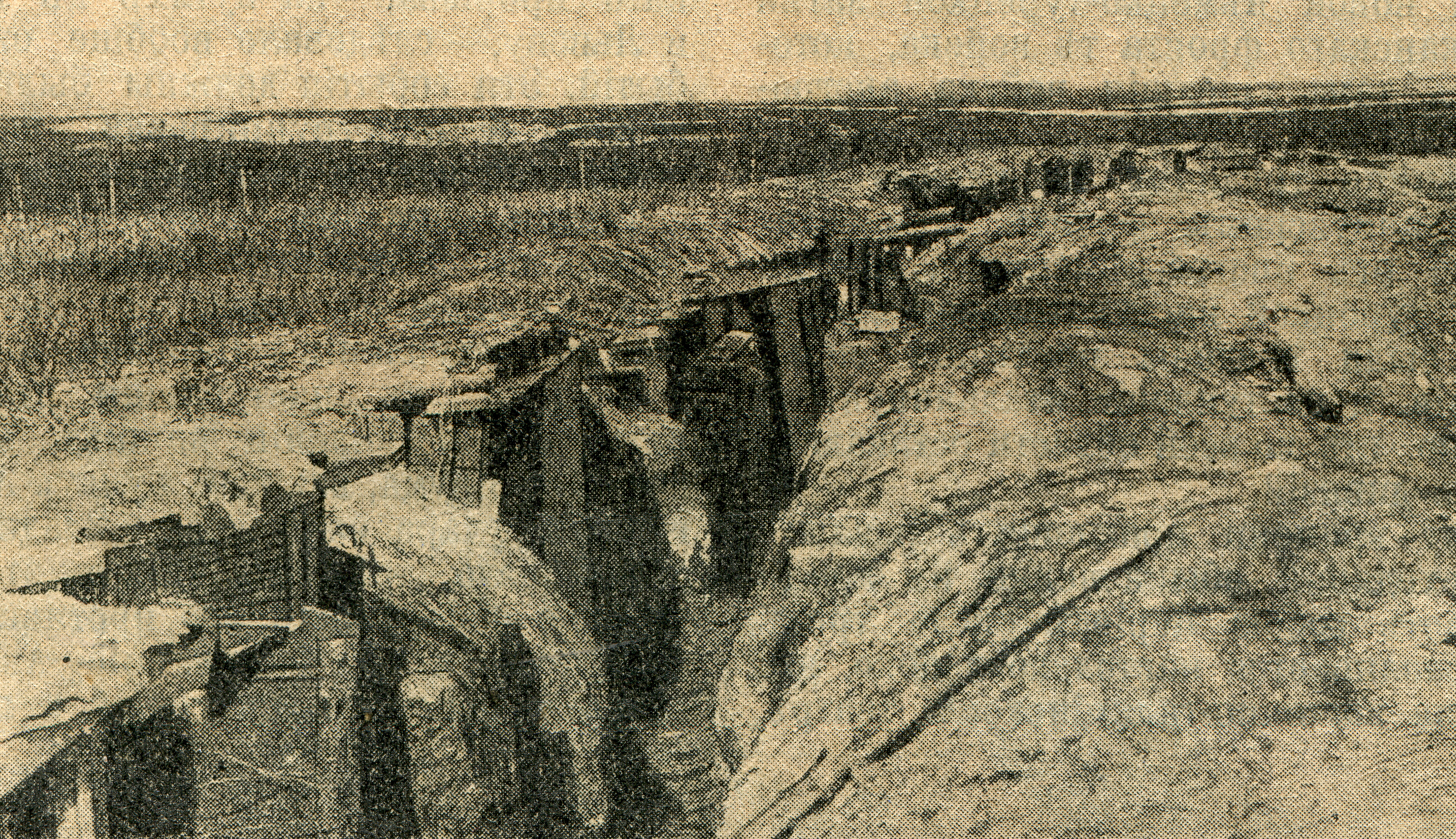
Взятый австрийский окоп

## План наступления
Решение Западного фронта перейти около 20 июня (3 июля) в наступление на Барановичском направлении заставило Брусилова вновь развить свои действия на Ковель. Поэтому 12 (25) июня он отдает директиву, согласно которой переданная ему с Западного фронта 3-я армия (в районе до Пинска) должна была наступать своим левым флангом для овладения районом Городок—Маневичи—Галузия; 8-я армия — наносить главный удар на Ковель и второстепенный на Владимир-Волынский; 11-я армия — главный удар на Броды и второстепенный на Порицк; 7-я армия — на Бржезаны—Монастержиска и 9-я армия — на Галич—Станиславов. Таким образом, в начале июля должны были последовать одновременные атаки Западного и Юго-западного фронтов.

## Ход наступления
Юго-Западный фронт, выдержав 17 (30) июня контратаки германцев Линзингена по всему фронту, сам перешел в наступление 22 июня (5 июля) армиями правого крыла — 3-й и 8-й — на Ковель. 21 пехотная и 10 кавалерийских дивизий Л. В Леша и А. М. Каледина ударили по 261/2 пехотным и 7 кавалерийским дивизиям Линзингена. 
В 3-й армии генерала Леша правофланговый XXXI корпус генерала П. И. Мищенко слегка потеснил германскую группу Гронау на Огинском канале. Южнее Припяти IV конный корпус генерала Гилленшмидта, Сводный генерала Н. И. Булатова и XLVI корпус генерала Н. М. Истомина наголову разбили группу Гауэра в делах у Галузии, Волчецка и Маневичей. 
Наибольший успех в армии Каледина имели правофланговые корпуса: 1-й Туркестанский генерала С. М. Шейдемана, разгромивший у Тумана и Разиничей группу генерала Фата, и XXX армейский корпус генерала А. М. Зайончковского, сбросивший в Стоход 2-й австро-венгерский корпус в боях у Грузятина.
25 июня (8 июля) Линзинген отвел разбитые свои войска за Стоход, и 26 июня (7 июля) река эта была с боем форсирована туркестанцами и XXX корпусом. Солдаты 7-го и 8-го полков Туркестанского корпуса вброд под убийственным огнем по грудь в воде форсировали семь болотистых рукавов Стохода.
Германцы считают эти атаки к северу от Луцка самым критическим для них периодом всей операции, так как им более нечем было противодействовать здесь русским. По словам Людендорфа, это был «один из самых серьезных кризисов на Восточном фронте». 
11-я и 7-я армии и при этой общей атаке продолжали топтаться на месте, а 9-я армия к 1 (14) июля продвинулась на линию Долина—Делятынь—Тартаров, войдя в связь с 7-й армией и имея конный корпус в Карпатах у Селетина.
Австро-германское командование изо всех сил стремилось удержать Ковель. Группы Фата и Бернгарди были усилены германскими войсками, и уже 27 июня (10 июля) и 28 (11 июля) Линзинген яростными контратаками заставил туркестанцев и XXX корпус отойти на правый берег Стохода. Попытки русских войск 29-30 июня (12-13 июля) вторично форсировать реку оказались безуспешными. 

## Результаты
К 1 (14) июля обе армии заняли линию Стохода от Любашева до железной дороги Ковель—Луцк, зацепившись в некоторых местах и на левом берегу Стохода. Но за 8-й армией резервов больше не было; она была принуждена прекратить атаки до новой перегруппировки и этим подарила германцам 2—3 невознаградимые для русских недели. Генерал Брусилов, будучи вынужден держать значительные силы на левом фланге 8-й армии, где и после отражения прорыва Марвица положение продолжало оставаться напряженным, и не смог закрепить свой успех на Стоходе. 
Этим собственно кончается развитие Луцкого прорыва, так как данная германцам передышка позволила им сгруппироваться и укрепиться на реке Стоходе, и последующие действия развиваются уже в самостоятельные операции ряда сражений на Стоходе на правом фланге Юго-западного фронта и наступления 9-й армии на его левом фланге, приведшего к занятию Буковины.